# Abu l-Fawaris
Abu l-Fawaris Ahmad ibn Ali ibn al-Ichschid (arabisch أبو الفوارس أحمد بن علي بن الإخشيد, DMG Abū ’l-Fawāris Aḥmad b. ʿAlī b. al-Iḫšīd; * 957; † 987) war ein Herrscher der Ichschididen in Ägypten (968–969).  Ahmad war der Sohn des dritten Ichschididen-Herrschers, Abu'l-Hasan Ali ibn al-Ichschid und Enkel des Gründers der Dynastie, Abu Bakr Muhammad ibn Tughdsch al-Ichschid.  Nach dem Tod Kafurs (946–968) übernahm er im Alter von elf Jahren die Herrschaft. Der Wesir Ja'far ibn al-Furat versuchte, die Regierung zu kontrollieren, aber es fehlte ihm eine Machtbasis außerhalb der Bürokratie.
Einem neuen Angriff der Fatimiden aus Ifrīqiya konnten Abu l-Fawaris und sein Reich allerdings nicht mehr standhalten.
Auch schloss der Wesir der Ichschididen mit Dschauhar as-Siqillī einen Vertrag über die Machtübergabe und die Garantie der Religionsfreiheit für die sunnitischen Muslime durch die ismailitischen Fatimiden. Infolge dieser Vereinbarungen konnte Dschauhar 969 den Widerstand der letzten loyalen Ichschididentruppen brechen und Ägypten besetzen. Mit der Gründung von Kairo und der Umsiedlung des Kalifen Abu Tamim al-Muizz wurde Ägypten politisches Zentrum des Fatimidenreichs.
| Vorgänger | Amt                                                   | Nachfolger                     |
| --------- | ----------------------------------------------------- | ------------------------------ |
| Kāfūr     | Herrscher von Ägypten (Ichschididen-Dynastie) 968–969 | Abu Tamim al-Muizz (Fatimiden) |

| Personendaten    | Personendaten                                   |
| ---------------- | ----------------------------------------------- |
| NAME             | Abu l-Fawaris                                   |
| ALTERNATIVNAMEN  | Abu l-Fawaris Ahmad                             |
| KURZBESCHREIBUNG | Herrscher der Ichschididen in Ägypten (968–969) |
| GEBURTSDATUM     | 957                                             |
| STERBEDATUM      | 987                                             |